# Moisés Broggi
Moisès Broggi i Vallès  (Barcelona, 18 de mayo de 1908 - Barcelona, 31 de diciembre de 2012) fue un médico y pacifista español.

## Biografía
Nació en 1908 en la ciudad de Barcelona. Estudió medicina en la Universidad de Barcelona, donde se licenció en 1931 bajo la dirección de August Pi i Sunyer y Joaquim Trias Pujol, y donde se especializó en cirugía.
Durante la guerra civil española participó en defensa de la legalidad republicana, implicándose como jefe de cirugía del equipo médico de las Brigadas Internacionales. Estuvo en el frente de Madrid y más tarde en el de Aragón. Durante este periodo implantó uno de los tres avances médicos ideados durante la guerra, los quirófanos móviles y estuvo al frente del único servicio de urgencias hospitalarias en activo. Al finalizar el conflicto ocupó una plaza en el Hospital de Vallcarca de Barcelona, para convertirse posteriormente en cirujano del Hospital Clínico. Fue destituido en un proceso de depuración por parte del régimen franquista.
Moisès Broggi continuó, no obstante, con su labor profesional, primero en Tarrasa y posteriormente en diversos centros de Barcelona, destacando por su labor asistencial. A lo largo de su carrera fue nombrado Presidente de la Comisión de Deontología del Colegio de Médicos y fue miembro fundador de la Asociación Internacional de Médicos para la Prevención de la Guerra Nuclear (IPPNW), entidad galardonada con el Premio Nobel de la Paz en 1985.
En el año 1966 se convirtió en miembro de la Real Academia de Medicina de Cataluña, de la que fue nombrado presidente en 1980.
Falleció el 31 de diciembre de 2012 en Barcelona, a los 104 años de edad.
Tras un funeral al cuál asistieron diversas autoridades catalanas, su cuerpo fue enterrado en el cementerio del Puerto de la Selva.

## Premios y honores

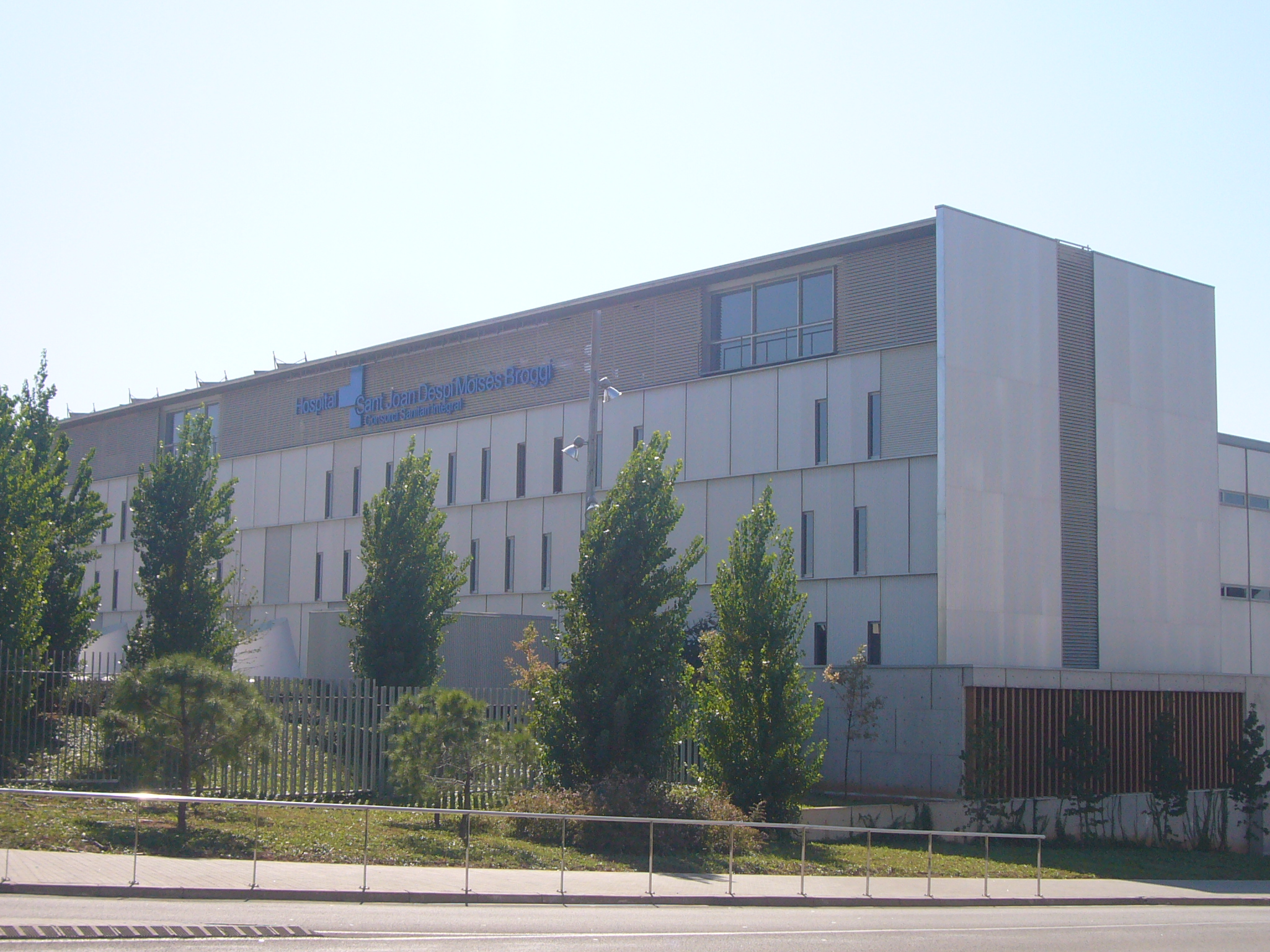
Hospital inaugurado en 2010 con su nombre.

En 1981 fue galardonado con el Premio Cruz de San Jorge concedida por la Generalidad de Cataluña y con la Medalla de Oro de Barcelona. En julio de 2008 también fue galardonado con el Premio Nacional a la Trayectoria Profesional y Artística concedido por la Generalidad catalana en reconocimiento a "su dilatada y prestigiosa carrera como cirujano y su compromiso ético y social". También en el año 2008 fue galardonado con la medalla de Oro de la Generalidad.
En 2009 el Instituto de Estudios Médicos (IEM) lo nombró, en la Sala de Crónicas del Ayuntamiento de Barcelona, padrino del "máster en Asistencia Integral en Urgencias y Emergencias", para medicina y enfermería, de la Universidad Autónoma de Barcelona (UAB).
En el año 2010 se bautizó el nuevo Hospital de Sant Joan Despí Moisès Broggi en su honor.

## Trayectoria política
Implicado en el bando republicano durante la guerra civil española, con la democracia se convirtió en militante de la formación nacionalista catalana Convergència Democràtica de Catalunya (CDC), que abandonó posteriormente. En 2009 se afilió al partido independentista Reagrupament Independentista (RI.cat), formación nacida como escisión de Esquerra Republicana de Catalunya (ERC).
En 2010, Broggi, de 102 años, junto a otros históricos de la sociedad civil catalana como Heribert Barrera (92 años), Joan Blanch i Rodríguez (73 años), Antoni Badia i Margarit (90 años) o Agustí Bassols (86 años) presentaron un manifiesto a favor de la creación de una candidatura independentista unitaria y transversal de cara a las elecciones al Parlamento de Cataluña de 2010
En las elecciones municipales del 22 de mayo de 2011 fue incluido en el último puesto de la lista de Unidad por Barcelona, coalición electoral formada por Esquerra Republicana de Catalunya, Reagrupament y Democràcia Catalana en la capital catalana. Ese mismo año aceptó encabezar la candidatura al Senado de la coalición Esquerra Republicana de Catalunya-Catalunya Sí, formada por ERC, RI.cat e independientes en representación de la sociedad civil catalana. Sin embargo, debido a su avanzada edad y su delicada salud, Broggi anunció que renunciaría al cargo en caso de ser elegido, aunque finalmente no recibió los votos suficientes para entrar en la cámara alta.